# Synogdoa nesiotica
Synogdoa nesiotica är en fjärilsart som beskrevs av Collenette 1933. Synogdoa nesiotica ingår i släktet Synogdoa och familjen tofsspinnare. Inga underarter finns listade i Catalogue of Life.